# Huracà Lorenzo (2007)
Huracà Lorenzo va ser la dotzena tempesta anomenada i el cinquè huracà de la temporada d'huracans de l'Atlàntic de 2007.
Es va formar al golf de Campeche de la costa est de Mèxic. Va fer recalada a la zona centre de Mèxic a principis del 28 de setembre com un huracà de Categoria 1. La tempesta es va dissipar sobre terra ferma el mateix 28, però no abans de deixar al seu pas sis víctimes mortals i nombroses destrosses a Mèxic que van ascendir fins als $92 milions (USD del 2007, 96,6 milions de dòlars del 2010) Lorenzo xifrà el seu vent pic en 130 km/h el 27 de setembre.